# Libertad y Refundación
Libertad y Refundación (Libre) (deutsch Freiheit und Neugründung) ist eine am 26. Juni 2011 gegründete sozialistische Partei in Honduras.

## Geschichte
Die Partei wurde vom linken Ex-Präsidenten Manuel Zelaya nach dem honduranischen Putsch 2009 gegründet und am 13. März 2011 durch den Obersten Gerichtshof von Honduras legalisiert. Im Jahr 2013 nahm die Libre erstmals an den Präsidentschaftswahlen teil und stellte Xiomara Castro de Zelaya, die Frau des ehemaligen Präsidenten Zelaya, als Kandidatin auf. Die Libertad y Refundacion erhielt 29 % der Stimmen und wurde damit zweitstärkste Kraft. Damit durchbrach sie erstmals das seit Jahrzehnten in Honduras de facto bestehende Zweiparteiensystem von Partido Liberal und Partido National. 
An der Präsidentschaftswahl 2017 nahm die Partei als Teil des Bündnisses Oposición contra la Dictadura unter Führung Salvador Nasrallas teil, das allerdings die Mehrheit der Stimmen verfehlte.
Bei der Präsidentschaftswahl am 28. November 2021 trat erneut Xiomara Castro für Libertad y Refundación an und holte mit einem Vorsprung von etwa 20 % die absolute Mehrheit.